# Pepe Rodríguez
Pepe Rodriguez (Tortosa, dicembre 1953 – Barcellona, 6 aprile 2025) è stato un giornalista e saggista spagnolo. Ha concentrato i suoi interessi sui problemi della storia delle religioni.
Il concetto di Dio è da parte di Rodríguez analizzato come fattore psichico originario attraverso il quale l'uomo ha trovato un modo efficace di rapportarsi all'ignoto e alla paura del futuro. 
In Dio è nato donna, lo scrittore sostiene che il passaggio dal culto della Dea Madre terrena a quello del Dio celeste sia stato causato dal passaggio dall'economia di "caccia e raccolta" a quella basata sull'agricoltura e sull'allevamento.

## Taxa camarae
Un documento del XVI secolo, recante il nome Taxa camarae, è stato usato da questo autore nel suo libro Verità e menzogne della Chiesa cattolica per giustificare la sua critica alla Chiesa. A tutt'oggi non esistono prove concrete della sua esistenza. Si tratterebbe di una lista di 35 articoli.
1. L'ecclesiastico che incorresse in peccato carnale, sia con suore, sia con cugine, nipoti o figliocce, sia, infine, con un'altra qualsiasi donna, sarà assolto, mediante il pagamento di 67 libbre,  12 soldi.
2. Se l'ecclesiastico, oltre al peccato di fornicazione chiedesse d'essere assolto dal peccato contro natura o di bestialità, dovrà pagare 219 libbre, 15 soldi. Ma se avesse commesso peccato contro natura con bambini o bestie e non con una donna, pagherà solamente 131 libbre, 15 soldi.
3. Il sacerdote che deflorasse una vergine, pagherà 2 libbre, 8 soldi.
4. La religiosa che ambisse la dignità di badessa dopo essersi data a uno o più uomini simultaneamente o successivamente, all'interno o fuori del convento, pagherà 131 libre, 15 soldi.
5. I sacerdoti che volessero vivere in concubinato con i loro parenti, pagheranno 76 libbre, 1 soldo.
6. Per ogni peccato di lussuria commesso da un laico, l'assoluzione costerà 27 libbre, 1 soldo; per gli incesti si aggiungerà a coscienza 4 libbre.
7. La donna adultera che chieda l'assoluzione per restare libera da ogni processo e avere ampie dispense per proseguire i propri rapporti illeciti, pagherà al Papa 87 libbre, 3 soldi. In un caso analogo, il marito pagherà uguale somma; se avessero commesso incesto con i propri figli aggiungeranno a coscienza 6 libbre.
8. L'assoluzione e la sicurezza di non essere perseguiti per i crimini di rapina, furto o incendio, costerà ai colpevoli 131 libbre, 7 soldi.
9. L'assoluzione dell'assassinio semplice commesso sulla persona di un laico si stabilisce in 15 libbre, 4 soldi, 3 denari.
10. Se l'assassino avesse dato la morte a due o più uomini in uno stesso giorno, pagherà come se ne avesse assassinato uno solo.
11. Il marito che infliggesse maltrattamenti a sua moglie, pagherà alle casse della cancelleria 3 libbre, 4 soldi; se fosse uccisa, pagherà 17 libbre, 15 soldi, e se le avesse dato morte per sposarsi con un'altra, pagherà, inoltre, 32 libbre, 9 soldi. Coloro che avessero aiutato il marito a perpetrare il crimine saranno assolti mediante il pagamento di 2 libbre a testa.
12. Chi affogasse suo figlio, pagherà 17 libbre, 15 soldi (o sia 2 libbre in più che per uccidere uno sconosciuto), e se a uccidere fossero il padre e la madre di comune accordo, pagheranno 27 libbre, 1 soldo per l'assoluzione.
13. La donna che distruggesse il figlio che porta nel suo ventre, e il padre che avesse contribuito alla realizzazione del crimine, pagheranno 17 libbre, 15 soldi ognuno. Colui che facilitasse l'aborto di una creatura che non fosse suo figlio, pagherà 1 libbra di meno.
14. Per l'assassinio di un fratello, una sorella, una madre o un padre, si pagherà 17 libbre, 5 soldi.
15. Colui che uccidesse un vescovo o un prelato di gerarchia superiore, pagherà 131 libbre, 14 soldi, 6 denari.
16. Se l'assassino avesse dato morte a più sacerdoti in varie occasioni, pagherà 137 libbre, 6 soldi, per la prima uccisione, e la metà per quelle successive.
17. Il vescovo o abate che commettesse omicidio per imboscata, incidente o per necessità, pagherà, per raggiungere l'assoluzione, 179 libbre, 14 soldi.
18. Colui che in anticipo volesse comperare l'assoluzione di ogni omicidio incidentale che potesse perpetrare in futuro, pagherà 168 libbre, 15 soldi.
19. L'eretico che si convertisse, pagherà per l'assoluzione 269 libbre. Il figlio dell'eretico arso, impiccato o giustiziato in qualsiasi altra forma potrà essere riabilitato solo mediante il pagamento di 218 libbre, 16 soldi, 9 denari.
20. L'ecclesiastico che non potendo pagare i propri debiti volesse liberarsi dall'essere processato dai creditori, consegnerà al Pontefice 17 libbre, 8 soldi, 6 denari, e gli sarà perdonato il debito.
21. Sarà concessa la licenza per installare posti di vendita di vari generi sotto i portici delle chiese, sarà concesso mediante il pagamento di 45 libbre, 19 soldi, 3 denari.
22. Il delitto di contrabbando e frode ai diritti del principe costerà 87 libbre, 3 denari.
23. La città che ambisse per i suoi abitanti o per i suoi sacerdoti, frati o monache, la licenza di mangiare carne e latticini in epoche in cui è proibito, pagherà 781 libbre, 10 soldi.
24. Il monastero che volesse variare la regola e vivere con minore astinenza di quella prescritta, pagherà 146 libbre, 5 soldi.
25. Il frate che per migliore convenienza o gusto volesse passare la vita in un eremo con una donna, consegnerà al tesoro pontificio 45 libbre, 19 soldi.
26. L'apostata vagabondo che volesse vivere senza ostacoli, pagherà uguale quantità per l'assoluzione.
27. Uguale quantità pagheranno i religiosi, siano questi secolari o regolari, che volessero viaggiare in abiti da laico.
28. Il figlio bastardo di un sacerdote che volesse essere preferito per succedere nella cura al padre, pagherà 27 libbre, 1 soldo.
29. Il bastardo che volesse ricevere ordini sacri e goderne i benefici, pagherà 15 libbre, 18 soldi, 6 denari.
30. Il figlio di genitori sconosciuti che voglia entrare negli ordini, pagherà al tesoro pontificio 27 libbre, 1 soldo.
31. I laici contraffatti o deformi che vogliano ricevere ordini sacri e possedere benefici, pagheranno alla cancelleria apostolica 58 libbre, 2 soldi.
32. Uguale somma pagherà il guercio dell'occhio destro, mentre il guercio dell'occhio sinistro pagherà al Papa 10 libbre, 7 soldi. Gli strabici pagheranno 45 libbre, 3 soldi.
33. Gli eunuchi che volessero entrare negli ordini, pagheranno la quantità di 310 libbre, 15 soldi.
34. Colui che per simonia volesse acquistare uno o molti benefici, s'indirizzerà ai tesorieri del Papa, che gli venderanno il diritto a un prezzo modico.
35. Colui che per avere mancato un giuramento volesse evitare ogni persecuzione e liberarsi di ogni tipo d'infamia, pagherà al Papa 131 libbre, 15 soldi. Inoltre consegnerà 3 libbre per ognuno di coloro che erano stati garantiti.

Alcuni studiosi  di scuola cattolica hanno ammesso l'esistenza di alcuni documenti che, in apparenza, assomigliano al documento presentato da Rodríguez, ma nella sostanza trattano di qualcosa di molto diverso dalla "vendita del perdono dei peccati". Infatti, queste taxae, secondo la terminologia dell'epoca, erano listini prezzi per il lavoro di trascrizione di documenti papali ed episcopali (una sorta di stipendio per gli scrivani dell'epoca) e non prezzi "per la concessione del perdono dei peccati" o indulgenze. È stato fatto notare come alcuni documenti siano stati alterati dai critici e avversari della Chiesa cattolica in modo da accrescerne il contenuto simoniaco e classista.

## Opere
- Verità e menzogne della Chiesa cattolica, Roma, Editori Riuniti, 1998, ISBN 88-359-4539-9.
- Dio è nato donna, Roma, Editori Riuniti, 2000, ISBN 88-359-4838-X.

In lingua originale:
- (ES)  Adicción a sectas, 2000
- (ES)  Pederastía en la Iglesia católica, 2002
- (ES)  Masonería al descubierto, 2006
- (ES)  Los pésimos ejemplos de Dios. 2008